# Антоније Крилов
Антоније Крилов (31. децембар 1630) је био руски монах, чувар библиотеке Тројице-Сергијевог манастира и преписивач свтих књига. Заједно са архимандритом Дионисијем, Арсенијем Глухијем и Иваном Наседком учествовао је у ревизији Требника (1616-1618).

## Биографија
Информације о животу Антонија Крилова су оскудне и фрагментарне. Први помен о њему датира од 24. октобра (3. новембра) 1615. године, када је подрумар Тројице-Сергијевог манастира Авраами Палицин, који се налазио у Москви, обавестио архимандрита истог манастира Дионисија и благајника Јосифа, да је Михаил Фјодорович захтевао да се старци Арсеније Глуви и библиотекар Антоније пошаљу у престоницу: морали су да припреме исправљени текст Требника, који је тада требало да буде штампан. Пошто је Антоније у описано време био болестан, архимандрит Дионисије му је нашао замену у лицу Ивана Наседка, који је отишао у Москву заједно са Арсенијем Глувим.
Дана 8 (18) новембра 1616. године издат је нови царски указ, по коме су сви послови на исправљању Требника пренети у Тројице-Сергијев манастир и поверени архимандриту Дионисију, „старијем канонархисту Арсенију и старешини Антонију, а свештеник Иван и други „духовни и умни старац“ Антоније Крилов је најактивније учествовао у извршењу овог задатка: не само да је сам исправљао књиге, већ је и као библиотекар бирао потребне рукописе и давао савете својим колегама. 
На Московском сабору 1618. године, он је, заједно са осталима, оптужен за јерес и осуђен, али су годину дана касније јерусалимски патријарх Теофан IV и патријарх московски Филарет ослободили све учене људе. Након ослобађајуће пресуде, Антоније Крилов, заједно са Арсенијем Глухијем је распоређен за службеника књига у Московској штампарији, где је служио од фебруара 1620. до септембра 1628. године. Време Антонијеве смрти одређено је записом од 21. (31. децембра) 1630. године.